# Cassagne

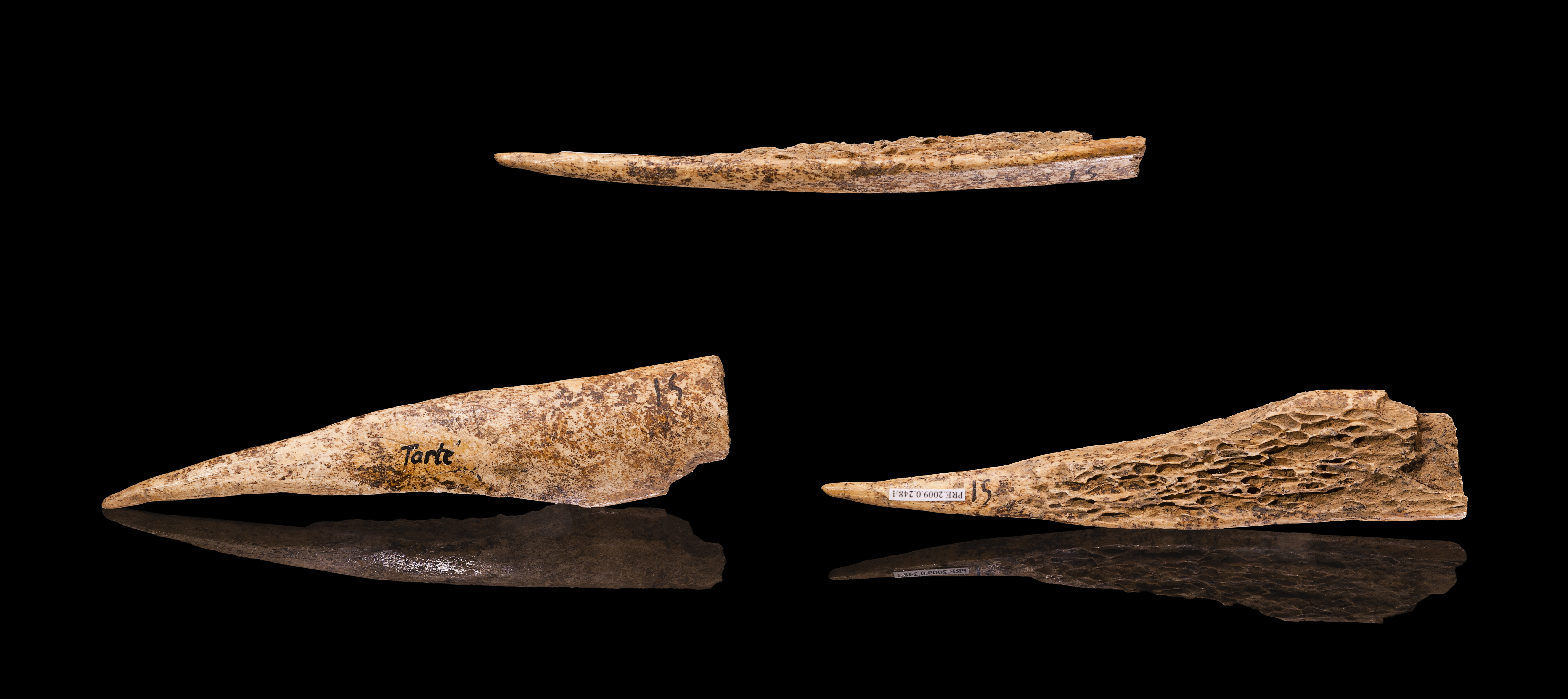
Poinçon sur os abrasé. Grotte de Tarté - Muséum de Toulouse

 Cassagne  es una población y comuna francesa, en la región de Mediodía-Pirineos, departamento de Alto Garona, en el distrito de Saint-Gaudens y cantón de Salies-du-Salat.

## Demografía
| 663 | 647 | 585 | 594 | 618 | 621 |
| Para los censos de 1962 a 1999 la población legal corresponde a la población sin duplicidades (Fuente: INSEE [Consultar]) |     |     |     |     |     |